# Sigaret (lied)
Sigaret is een lied van de Nederlandse rapper Kraantje Pappie. Het werd in 2018 als single uitgebracht en stond in hetzelfde jaar als vijftiende track op het album Daddy.

## Achtergrond
Sigaret is geschreven door Martijn van Sonderen, Nik Roos, Alex van der Zouwen en Memru Renjaan en geproduceerd door Memru Renjaan en Nightwatch. Het is een lied uit het genre nederhop. In het lied zingt en rapt de artiest over een einde van een relatie en hoe hij er mee omgaat. Het is een rustig en ingetogen lied, wat in contrast staat met muziek dat Kraantje Pappie maakte voor deze single.

## Hitnoteringen
De rapper had weinig succes met het lied in de Nederlandse hitlijsten. Er was geen notering in de Single Top 100 en ook de Top 40 werd niet bereikt, maar hier was wel de dertiende plaats in de Tipparade.